# Werner Delbrück

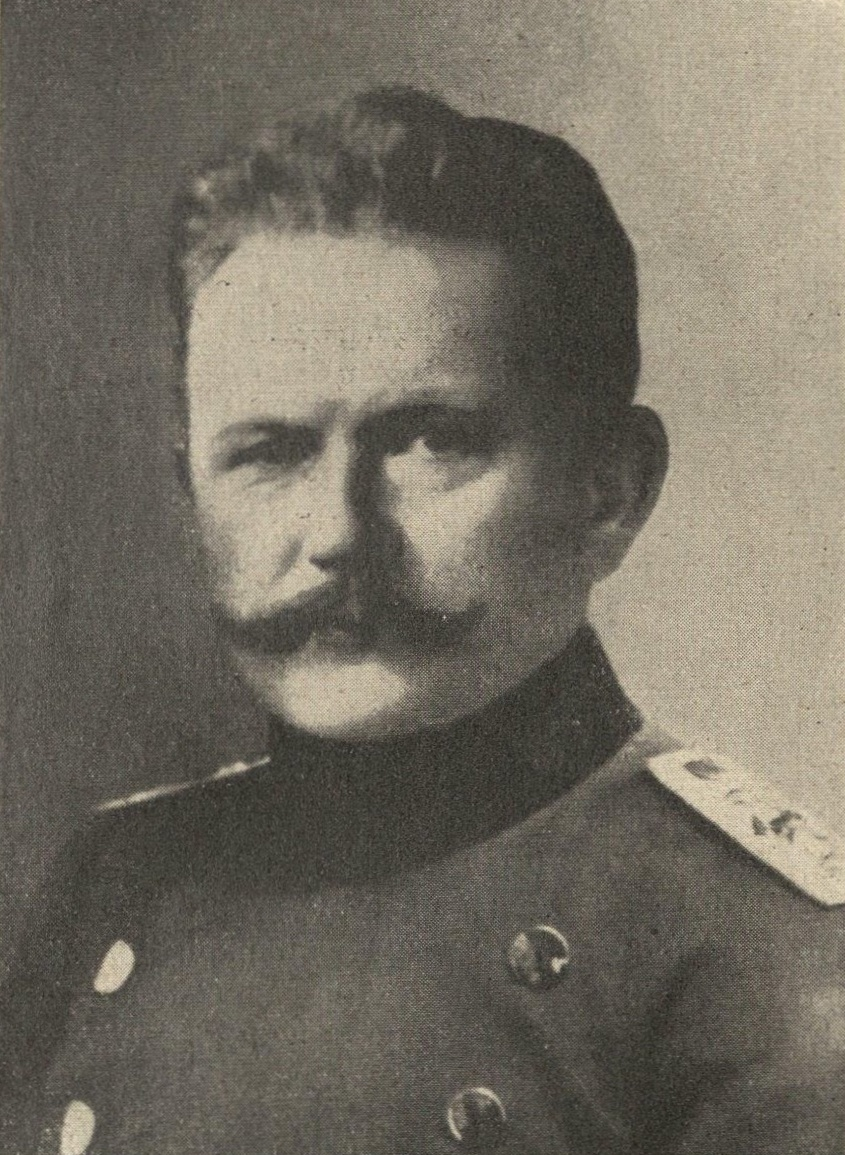
Werner Delbrück, undatierte Fotografie

Werner Hugo Wilhelm Delbrück (* 31. Dezember 1868 in Züllchow; † 17. Juni 1910 auf einer Ballonfahrt von Stettin nach Rügen vor Sassnitz) war Chemiker, Direktor des Seebads Heringsdorf und Mitglied des Deutschen Reichstags.

## Leben
Er entstammte der einflussreichen Familie Delbrück und besuchte von 1877 bis 1882 das Königliche Marienstifts-Gymnasium in Stettin, dann bis 1889 das Königliche König Wilhelms-Gymnasium in Stettin. Er studierte von 1890 bis 1895 auf den Universitäten Berlin, Freiburg i. B. und Greifswald Chemie und Physik. Am 3. März 1895 promovierte er zum Dr. phil. in Greifswald. 1893 war er Volontär in der Stettiner Portland-Zementfabrik in Züllchow. 1895/96 war er Chemiker in der Portland-Zementfabrik von Dyckerhoff & Söhne in Biebrich. Von 1896 bis 1899 war er Betriebschemiker in der Stettiner Portland-Zementfabrik Lossius-Delbrück in Züllchow. Ab 1899 war er Direktor der Aktien-Gesellschaft Seebad Heringsdorf. 
Er diente als Einjährig-Freiwilliger von 1889 bis 1890 beim Fußartillerie-Regiment v. Hindersin Pomm. Nr. 2. in Swinemünde und wurde Offizier beim Fußartillerie-Regiment Nr. 10 in Straßburg sowie Leutnant der Landwehr II. Ab 1902 war er Mitglied der Gemeindevertretung des Seebades Heringsdorf und ab 1903 Mitglied des Kreistags Usedom-Wollin. 
Ab 1907 war er Mitglied des Deutschen Reichstags für den Wahlkreis Regierungsbezirk Stettin 2 Ueckermünde, Usedom-Wollin und die Freisinnige Vereinigung.
Er war begeisterter Ballonfahrer und starb am 3. April 1910 bei einem Unglück auf einer Ballonfahrt von Stettin nach Rügen.